# Podokesaurus holyokensis
Il podokesauro (Podokesaurus holyokensis) è un dinosauro molto noto nella letteratura scientifico-divulgativa da quasi un secolo, in quanto per molto tempo è stato uno dei più antichi dinosauri ritrovati in Nordamerica. Tuttavia, il podokesauro è conosciuto solo per un piccolo scheletro incompleto ritrovato in terreni del Giurassico inferiore nel Connecticut, da Mignon Talbot e per di più distrutto poi da un incendio. Di questo animale rimane solo un calco approssimativo delle ossa, sufficiente però a indicare che Podokesaurus era un piccolo carnivoro bipede piuttosto primitivo, lungo circa 90 centimetri, con un collo molto lungo sormontato da una testa terminante in un muso aguzzo. 

## UnCoelophysisin miniatura

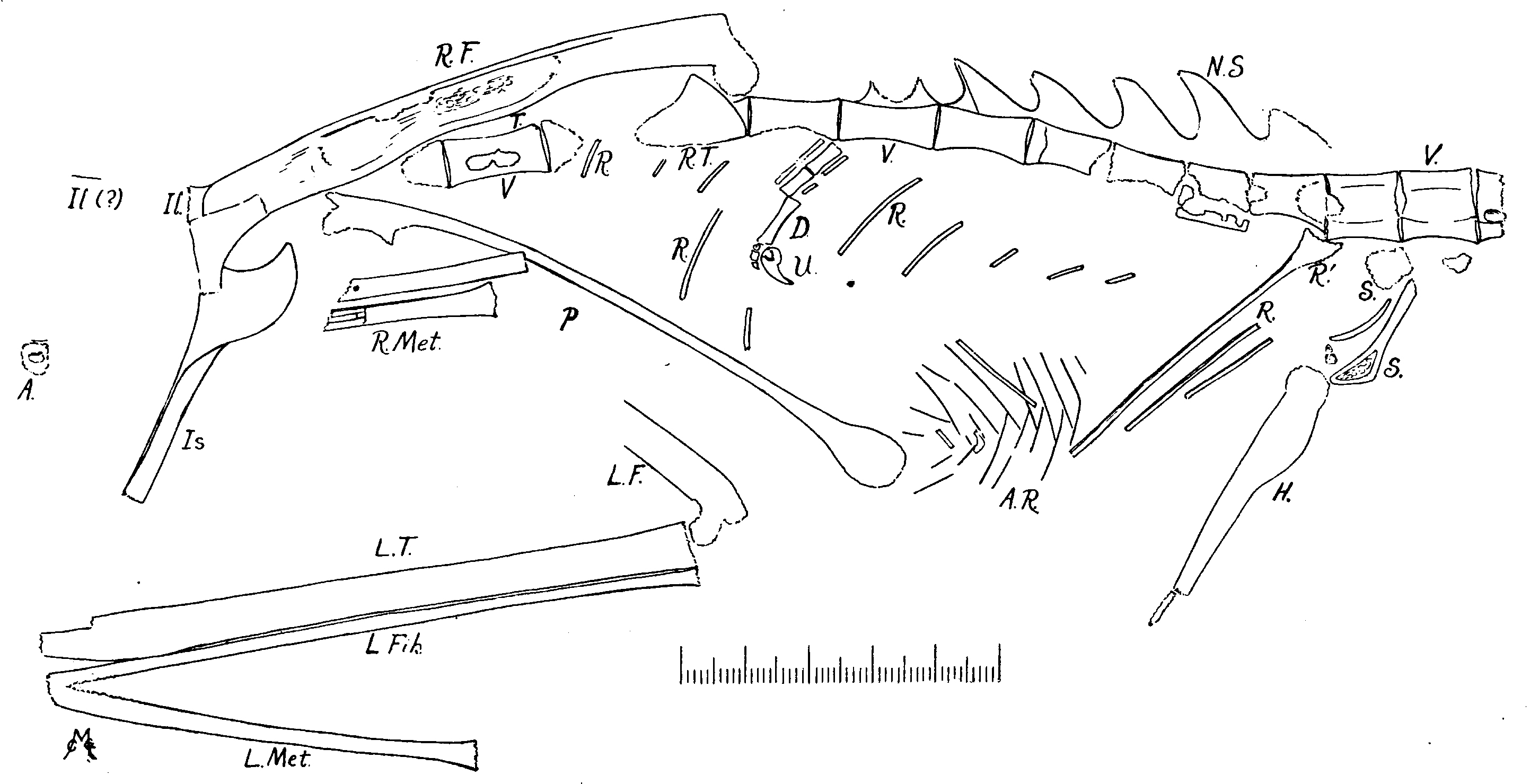
Ricostruzione dello scheletro di Podokesaurus holyokensis

Le zampe posteriori, lunghe e snelle, permettevano a Podokesaurus una veloce corsa. Con tutta probabilità questo carnivoro predava piccole prede come insetti e lucertole. In sostanza, Podokesaurus sembrava una versione ridotta del molto più grande (e ben più noto) Coelophysis. Negli stessi luoghi viveva un dinosauro erbivoro, Anchisaurus.